# 35 Водолея
35 Водолея (лат. 35 Aquarii, HD 210191) — одиночная звезда в созвездии Водолея на расстоянии приблизительно 2158 световых лет (около 662 парсеков) от Солнца. Видимая звёздная величина звезды — +5,793m. Возраст звезды оценивается как около 22,5 млн лет.

## Характеристики
35 Водолея — бело-голубой гигант спектрального класса B2III. Масса — около 10,1 солнечных, радиус — около 8,23 солнечных, светимость — около 1622 солнечных. Эффективная температура — около 17890 К.